# Maurice Yvain
Maurice Yvain est un compositeur français né le 12 février 1891 dans le 2e arrondissement de Paris et mort le 27 juillet 1965 à Suresnes,.

## Biographie
Maurice Yvain naît dans une famille musicienne. À partir de 1903, il étudie au Conservatoire de Paris où il est l’élève de Louis Diémer et Xavier Leroux. Excellent pianiste, il donne des concerts à Monte-Carlo et dans le cabaret parisien Quat'z'Arts.
Pendant la Première Guerre mondiale, il est fait prisonnier de juillet à novembre 1918. Après la guerre, il compose beaucoup de chansons, entre autres pour Maurice Chevalier. Une de ses chansons les plus célèbres est Mon homme, interprétée par Mistinguett, et reprise en 1968 par Barbra Streisand dans le film Funny Girl (sous le titre My Man).
En 1912, il remplace au pied levé Jules Massenet, malade, pour accompagner au piano Lucy Arbell dans les "expressions lyriques".
Dans les années 1920, il commence à composer des opérettes ; son œuvre maîtresse est Ta bouche (1922).
Ses pièces se caractérisent par leur précision rythmique, leur fantaisie et la souplesse de la phrase musicale. Par la suite, il compose également de grandes opérettes sentimentales, comme Chanson gitane.
Dans les années 1930 et 1940, il compose la musique de plusieurs films de réalisateurs de renom comme Anatole Litvak, Julien Duvivier et Henri-Georges Clouzot.
On lui doit la musique de nombreuses chansons à succès dans les années 1920, telles que Mon homme (avec Albert Willemetz, Channing Pollack, Jacques Charles), J'en ai marre, En douce, La Java, La Belote, etc.
Il composa également la musique de célèbres opérettes : Ta bouche, Là-haut, Pas sur la bouche, Chanson gitane, etc.
En 1960, il apparaît dans le court-métrage Le Rondon d'André Berthomieu. Il est enterré au cimetière de Saint-Cloud.

## Œuvre

### Chansons
- Interprétées par Mistinguett
  - En douce (1920)
  - Mon homme (1920)
  - La Java (1922)
  - J'en ai marre (1922)
  - La Belote (1924)
- Interprétées par Maurice Chevalier
  - Dites-moi ma mère, dites-moi (1927)
- Interprétées par Georges Milton
  - Je t'emmène à la campagne (1928)
  - Pouet-Pouet (1929)
- Interprétées par Dréan
  - Si tu ne veux pas payer d'impôts (1920)
- Interprétées par Marianne Oswald
  - Le jeu de massacre (1934)

### Opérettes
- 1922 : Ta bouche (Théâtre Daunou), livret d'Yves Mirande, lyrics d'Albert Willemetz (éditions Salabert).
- 1923 : Là-haut[5] (Théâtre des Bouffes Parisiens), livret d'Yves Mirande et Gustave Quinson, lyrics d'Albert Willemetz (éditions Salabert).
- 1924 : La Dame en décolleté (Théâtre des Bouffes Parisiens), livret d'Yves Mirande et Lucien Boyer (éditions Salabert).
- 1924 : Gosse de riche (Théâtre Daunou), livret de Jacques Bousquet et Henri Falk (éditions Salabert).
- 1925 : Pas sur la bouche (Théâtre de l'Apollo), livret d'André Barde (éditions Salabert). Alain Resnais en tirera le film Pas sur la bouche.
- 1925 : Bouche à bouche, livret d'André Barde (éditions Salabert), création à l'Apollo[6].
- 1926 : Un bon garçon, livret d'André Barde, lyrics de Maurice Yvain (éditions Salabert), 1re représentation au Théâtre des Nouveautés, 13 novembre 1926[7].
- 1928 : Yes (Théâtre des Capucines), livret de Pierre Soulaine et René Pujol (éditions Salabert).
- 1929 : Elle est à vous, livret d'André Barde (éditions Salabert), 1re représentation au Théâtre des Nouveautés, 22 janvier 1929[8] (350 représentations).
- 1929 : Jean V, livret de Jacques Bousquet et Henri Falk
- 1929 : Kadubec, livret d'André Barde, au Théâtre des Nouveautés[9],[10] (225 représentations).
- 1930 : Pépé (Théâtre Daunou), livret d'André Barde
- 1931 : Un deux trois (Moulin de la Chanson), livret et lyrics de René Bizet et Jean Barreyre.
- 1932 : Encore cinquante centimes en collaboration avec Henri Christiné , livret d'André Barde, création  au Théâtre des Nouveautés[11].
- 1933 : Oh ! Papa (Théâtre des Nouveautés), livret d'André Barde
- 1934 : La Belle Histoire (Théâtre de la Madeleine), livret d'Henri-Georges Clouzot
- 1934 : Vacances (Théâtre des Nouveautés),livret d'Henri Duvernois et André Barde
- 1935 : Un coup de veine (Théâtre de la Porte-Saint-Martin), livret d'André Mouëzy-Eon et Albert Willemetz.
- 1935 : Au soleil du Mexique (Théâtre du Châtelet) en collaboration avec Robert Granville, livret d'André Mouëzy-Eon et Albert Willemetz.
- 1942 : Son excellence (Théâtre des Variétés), livret de Louis Poterat et Daniel Margot
- 1946 : Monseigneur (Théâtre Danou)
- 1946 : Chanson gitane (Théâtre de la Gaîté-Lyrique), livret d'André Mouëzy-Eon, couplets de Louis Poterat (éditions Chappell)
- 1958 : Le Corsaire noir

### Musique d'opérette, de comédie musicale télévisée, de théâtre et de cinéma

#### Opérette
- 1923 : Là-haut, opérette avec Maurice Chevalier dans le rôle principal
- 1922 : Ta bouche, livret d’Yves Mirande, lyrics Albert Willemetz, mise en scène Edmond Roze, Théâtre Daunou
- 1924 : Gosse de riche, comédie musicale en trois actes, livret Jacques Bousquet et Henri Falk, Théâtre Daunou
- 1925 : Bouche à Bouche, opérette en 3 actes d'André Barde, musique de Maurice Yvain.
- 1927 : Un bon garçon, opérette en 3 actes, livret d'André Barde, musique de Maurice Yvain.
- 1929 : Elle est à vous, opérette en 3 actes, livret d'André Barde, musique de Maurice Yvain.
- 1929 : Jean V opérette de Jacques Bousquet et Henri Falk, Théâtre Daunou, février.
- 1929 : Kadubec, opérette en 3 actes d'André Barde, musique de Maurice Yvain.
- 1930 : Pépé comédie en 3 actes d'André Barde, Théâtre Daunou, 25 octobre
- 1931 : Encore cinquante centimes d'André Barde, musique de Maurice Yvain et Henri Christiné.
- Octobre 1950 : La Revue de l'Empire d'Albert Willemetz, Ded Rysel, André Roussin, musique Paul Bonneau, Maurice Yvain, Francis Lopez, Henri Bourtayre, mise en scène Maurice Lehmann et Léon Deutsch, Théâtre de l'Empire
- 1946 : Chanson gitane, opérette

#### Cinéma
- 1931 : Paris Béguin de Augusto Genina
- 1932 : La Belle Marinière de Harry Lachman
- 1932 : Cœur de lilas de Anatole Litvak
- 1933 : Nu comme un ver de Léon Mathot
- 1933 : L'Enfant de ma sœur de Henri Wulschleger
- 1934 : Prince de minuit de René Guissart
- 1935 : Vogue, mon cœur de Jacques Daroy
- 1936 : La Belle Équipe de Julien Duvivier
- 1937 : La Loupiote de Jean Kemm et Jean-Louis Bouquet
- 1942 : La Fausse Maîtresse de André Cayatte
- 1942 : Cartacalha, reine des gitans de Léon Mathot
- 1942 : Forte Tête de Léon Mathot
- 1942 : L'assassin habite au 21 de Henri-Georges Clouzot
- 1946 : Miroir de Raymond Lamy

#### Télévision
- 1964 : Pierrots des Alouettes, comédie musicale télévisée d'Henri Spade

Radio
- 1952 : La Vente Continue, musique de scène, livret Andre Salmon, Chaîne parisienne de la radio française